# 加藤一彦
加藤一彦（1937年5月26日—2019年4月11日），日本漫畫家，筆名「Monkey Punch（猴子拳）」，代表作《魯邦三世》。2005年4月成為大手前大學媒體與藝術學院漫畫動畫教授，2010年5月起擔任東京工科大學媒體學院客座教授。出生於北海道，居住在千葉縣佐倉市。2019年4月11日罹患吸入性肺炎逝世。

## 連接
- Official website（页面存档备份，存于） （日語）
- 加藤一彦在動畫新聞網百科全書中的資料（英文）
- 加藤一彦在互联网电影资料库（IMDb）上的資料（英文）
- Lupin III Network（页面存档备份，存于） （日語）